# Pelophylax lessonae
La rana di Lessona, conosciuta anche come rana verde minore o rana dei fossi (Pelophylax lessonae (Camerano, 1882)) è un anfibio anuro della famiglia Ranidae, presente in Europa.
Fu descritta per la prima volta da Lorenzo Camerano nel 1882 che ne scelse il nome specifico in onore del suo maestro, l'erpetologo Michele Lessona.

## Descrizione

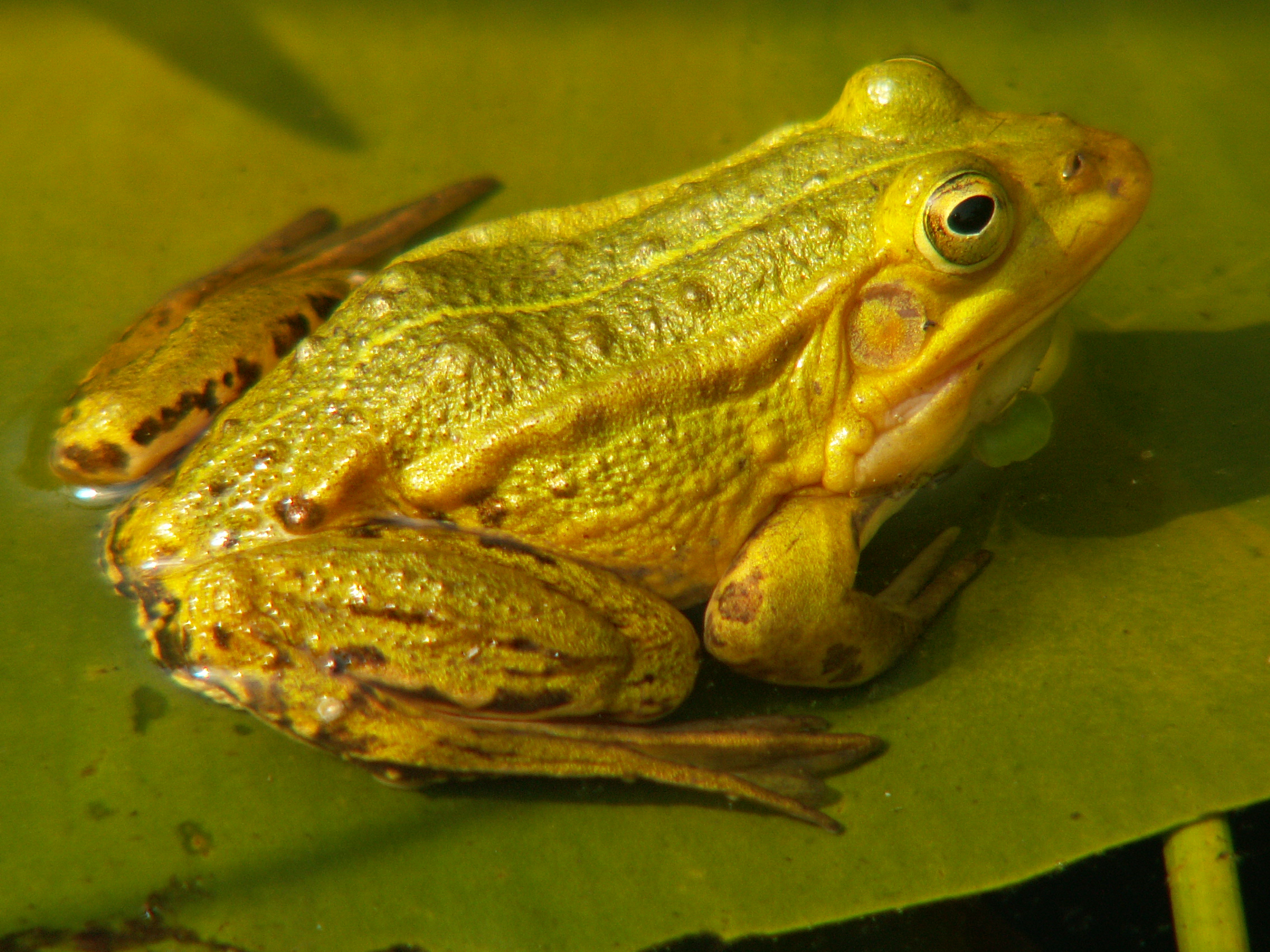
Pelophylax lessonae

Ha caratteristiche comuni agli altri Pelophylax, con muso appuntito e testa triangolare. La lingua è biforcuta e i denti sono vomerini, ossia presenti sul vomere. La pelle è liscia e non squamosa, con colorazione del dorso che va dal verde-giallastro al verde-oliva, con macchie più scure estremamente variabili per numero e dimensioni e una linea medio-dorsale più chiara. Il ventre è biancastro. Le zampe posteriori presentano delle strisce scure. I maschi sono provvisti di due sacchi vocali esterni vicino agli angoli della bocca, che se non usati si presentano invisibili.

## Distribuzione e habitat
Questa specie è ampiamente diffusa in Europa, dalla Francia e dalla Svezia meridionale sino al bacino del Volga. In Italia è diffusa in quasi tutta l'area settentrionale. Nel resto della penisola e in Sicilia le popolazioni sono attribuite a P. bergeri, anche se da alcuni autori vengono comprese in questa specie.